# Mari Carmen Maeztu
María Carmen Maeztu Villafranca (nascida a 1962) é uma política navarra que tem servido como Ministra dos Direitos Sociais de Navarra desde agosto de 2019.